# 도라에몽 노비타의 대마경
극장판 도라에몽: 진구의 대마경(일본어: 映画ドラえもん のび太の大魔境)은 후지코 F. 후지오의 월간 코로코로 코믹 1982년 1월호에서 1983년 3월호에 게재된 대장편 도라에몽 시리즈의 작품과 이 에피소드 작품을 바탕으로 1982년 3월 13일에 개봉된 도라에몽의 세 번째 극장판이다. 이 영화의 리메이크 작으로 2014년 3월 8일에 일본에서 극장판 도라에몽 진구의 아프리카 모험: 베코와 5인의 탐험대라는 이름으로 개봉했다.

## 무대
아프리카 대륙을 무대로 했다.

## 등장인물
베코
성우 : 시미즈 마리
극장판 캐릭터. 원작의 정식한국어판에서의 이름은 베코. 개 왕국의 왕자였지만 대신 다부랑다에게 아버지를 잃고 또 역시 자신도 잡혀서 고난을 겪었다. 진구에게 구출되어 보살핌을 받고 아프리카에 있는 왕국으로 가던 도중에 정체를 밝힌다. 노비타들과 함께 석상의 마음을 움직여서 다부랑다와 그 일당들을 쓰러뜨리고 왕이 되었다.
스피아나 공주
성우 : 쿠리 요코
극장판 캐릭터. 개 왕국의 공주이며 페코의 약혼한 사이였다. 페코가 사라진 이후 다부랑다에 괴롭힘을 당했으나 페코가 돌아온 이후 결혼하고 왕비가 된다.
다부랑다
성우 : 타키구치 준페이
극장판 캐릭터. 페코의 아버지를 죽이고 페코를 잡았지만 놓치고 만다. 이후에 폭정을 하여 백성들의 원망을 받고, 진구들과 페코가 움직인 석상의 공격을 받고 감옥으로 들어간다.

## 주제가
- 그러니까 모두
  - 작사：타케다 테츠야
  - 작곡：키쿠치 스케
  - 노래：이와부치 마코토
- 오프닝은 도라에몽의 노래를 사용